# Dragões Imperiais e Reais

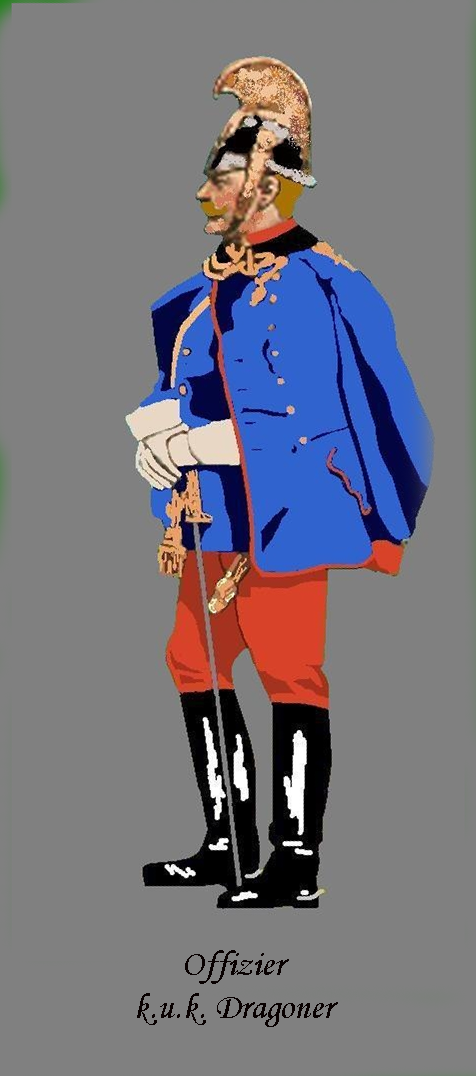
Oficial de dragão em traje de desfile

Juntamente com os hussardos e os ulanos, os Dragões Imperiais e Reais (em alemão: k.u.k. Dragoner) compuseram a cavalaria do Exército Austro-Húngaro de 1867 a 1914.
Após 1867, a Áustria-Hungria tinha de fato três exércitos ao mesmo tempo. Essa situação única surgiu porque a monarquia havia sido enfraquecida pela derrota na guerra contra a Prússia e, consequentemente, teve que garantir a autonomia do Reino da Hungria no chamado Compromisso de 15 de março de 1867. Isso levou a metade húngara do Império a começar imediatamente a estabelecer seu próprio exército: o Honved Real Húngaro (em húngaro: Magyar Királyi Honvédség). Em resposta, a metade Cisleitânia do Império também começou a construir seu próprio exército, o Landwehr Imperial-Real. Essas duas novas forças existiam, portanto, ao lado do Exército Comum (Gemeinsame Armee), que representava o império como um todo. 
Entretanto, diferentemente dos hussardos e ulanos, não havia unidades de dragões em nenhum dos dois Landwehrs. 

## Organização
O Exército Comum contava com 15 regimentos de dragões. Tradicionalmente, os dragões recrutavam a maioria de seus soldados nas regiões de língua alemã e tcheca do Império. Os regimentos estavam todos estacionados na metade Cisleitânia do Império.
- Os Regimentos de Cavalaria Imperial e Real eram compostos cada um por 2 divisões (batalhões) e 3 esquadrões (Eskadronen) [1]